# Маранджаб
Пустеля Маранджаб — безплідний регіон у центральному Ірані, знаходиться на півночі шахрестанів Аран-ва-Бідгол та Кашан, провінції Ісфаган.

## Географія і геологія
Середня висота над рівнем моря — 850 метрів, найвища точка 880 метрів. На території Маранджаб зустрічаються три типи пустелі — глиниста, піщана та солончакова.

## Клімат
У цьому регіоні спостерігають холодну зиму та сухе і дуже спекотне літо. Річний рівень опадів близько 125 мм та вологість 2-5 %.

## Флора і фауна
У пустелі ростуть рослини стійкі до вмісту солі у ґрунті: дерева родів жидівник, саксаул, кущі роду Zygophyllum, паразитичні рослини Cistanche tubulosa та Orobanche.
З тварин зустрічаються вовки, шакали, пустельні лисиці, коти, різноманітні ящірки, змії, скорпіони, блідо-жовті куріпки, орли та яструби. Біля солоного озера можна побачити фламінго, що мігрують восени. Маранджабський змієвидний скінк (Ophiomorus maranjabensis) зустрічається лише у цій пустелі.

## Туристичні принади
Маранджаб  – популярне туристичне місце в Ірані. Довгі піщані дюни, порослі поодинокими рослинами краєвиди, соляне озеро та історичні місця приваблюють багатьох відвідувачів. Екскурсії можливі з міста Кашан, де можна арендувати гіда з машиною.

### Дюни
Видовищні піщані дюни мають до 70 метрів висоти. Найкращий вид на них відкривається з гори Коланг.

### Маранджабський караван-сарай
Пустеля була однією з перешкод караванів на Шовковому шляху з Хорасану до Ісфагану. На територіє пустелі є історичний колодязь Дасткан та караван-сарай, в яких верблюди купців могли напитися води. Маранджабський караван-сарай один із найвідоміших у Ірані, збудований шахом Аббасом з династії Сефевідів, вміщував гарнізон у 500 солдатів, що мали охороняти каравани з Китаю у Європу. Прісна вода постачалася за допомогою складної гідросистеми кяризу. Наразі караван-сарай використовується як готель для туристів, що відвідують пустелю. 29 кімнати не мають звичних зручностей, таких як ванни та ліжка, тому туристи мають спати на підлозі у спальних мішках.

### Місто Оуй
На межі пустелі знаходиться підземне місто-фортеця Оуй, або Нушабад. Археологічні дослідження показують, що будівництво почалося ще за часів Держави Сасанідів (224—651 рр. н. е.). Підземне місто слугувало схованкою для місцевих жителів під час набігів кочівників. Воно має 4 рівня з системою горизонтальних та вертикальних тунелів, кімнат та пасток для ворогів.

## Солоне озеро
Пустеля межує з висохлим солоним озером Намак на півночі. Воно знаходиться за 100 км від міста Кум та 60 км від міста Кашан на висоті 790 м над рівнем моря. Площа озера 1800 кв. км., проте більшість цієї території — висохла соляна пустеля, покрита характерними геометричними тріщинами. Плесо зберігається на невеликому клаптику у 1 кв. км. та глибиною до 1 метра. Вода в озеро прибуває з річки Кум (رودخانه قمرود).
Водойма утворилася із залишків Паратетісу — доісторичного великого мілководного моря, яке простягалося від регіону на північ від Альп на заході до Аральського моря на сході. Воно висохло в епоху Плейстоцену, утворивши ряд солоних водойм: Урмія, Каспійське море та інші. З озера Маранджаб добувають сіль у промислових масштабах, яку вивозять вантажівками.

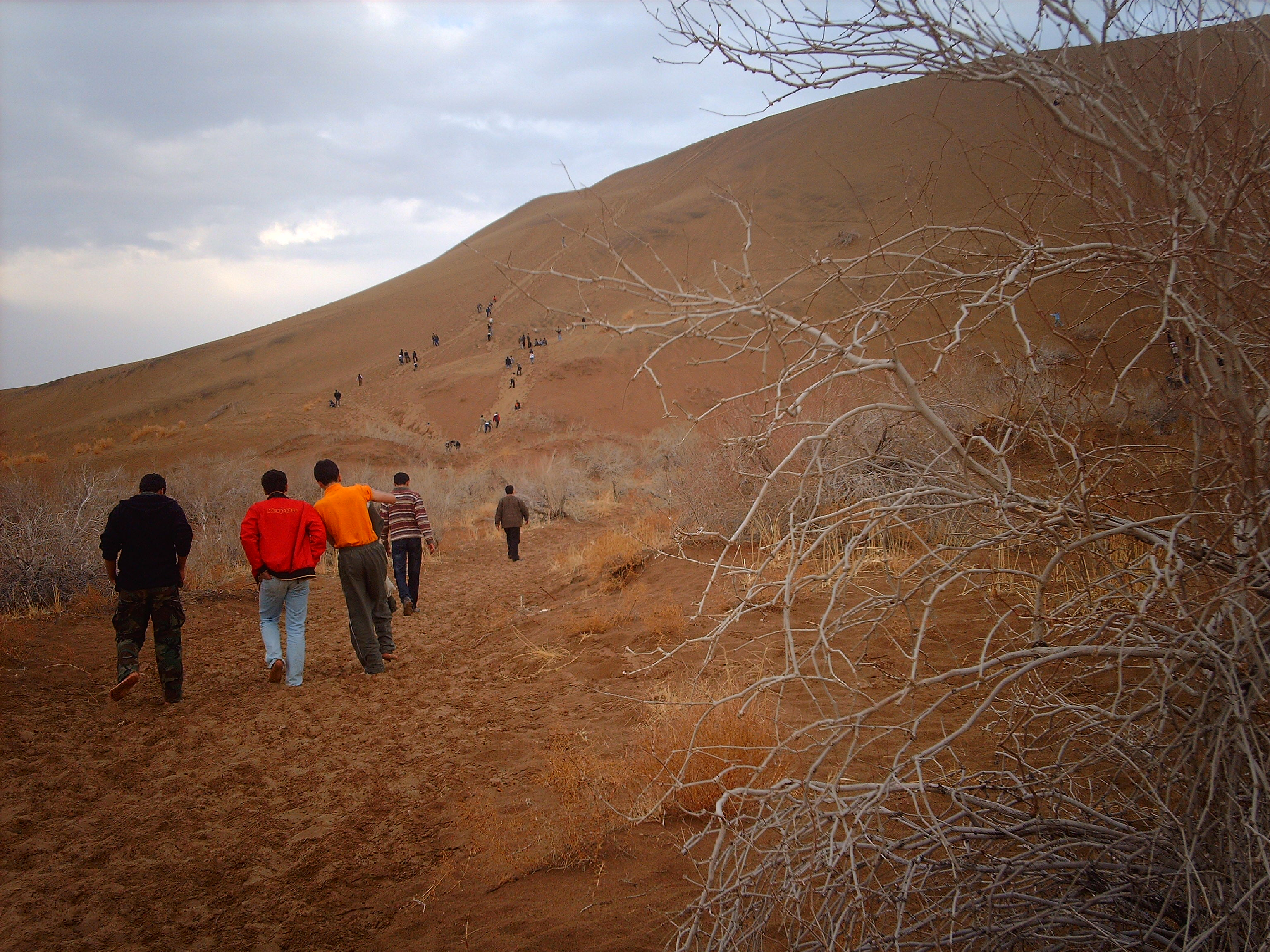
Туристи в пустелі
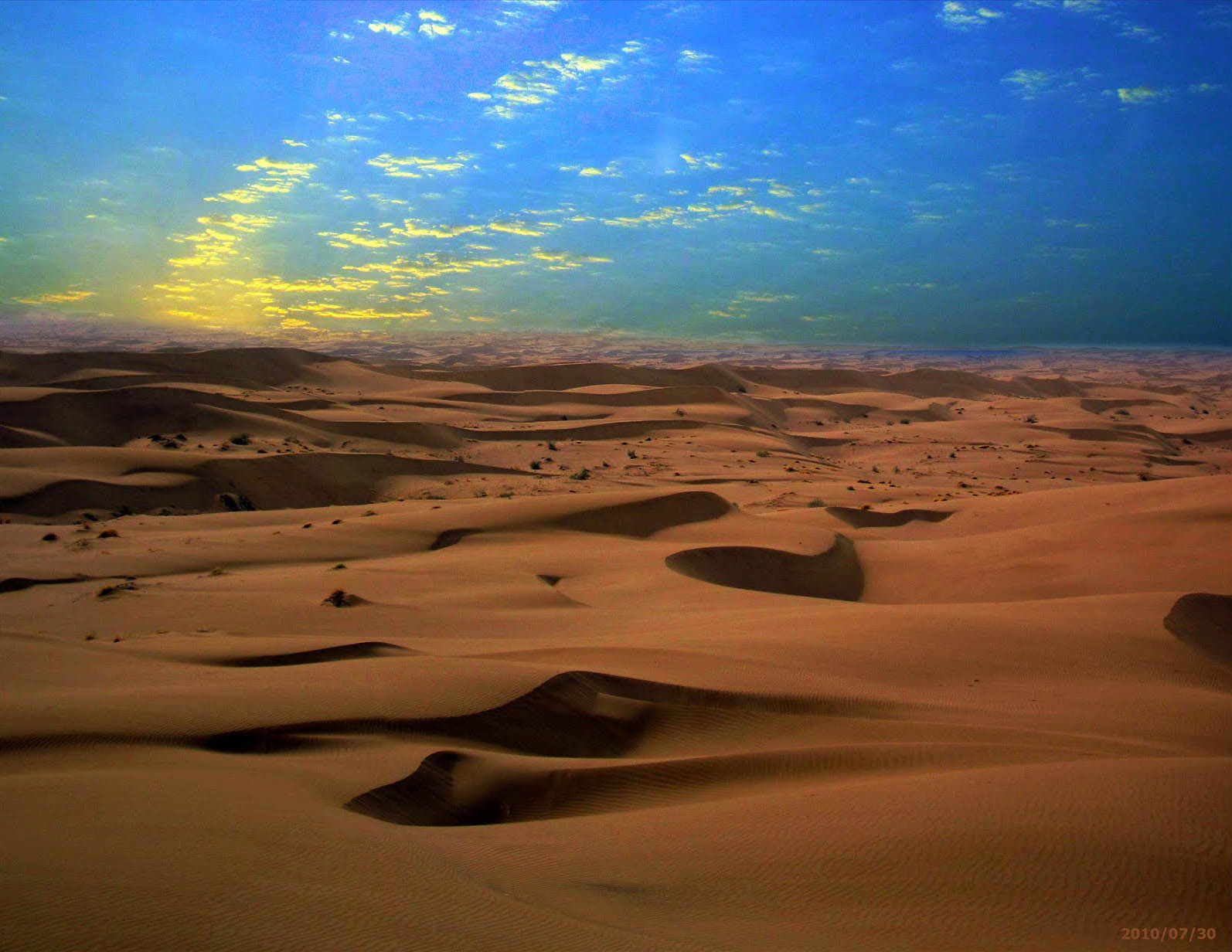
Пісчані дюни
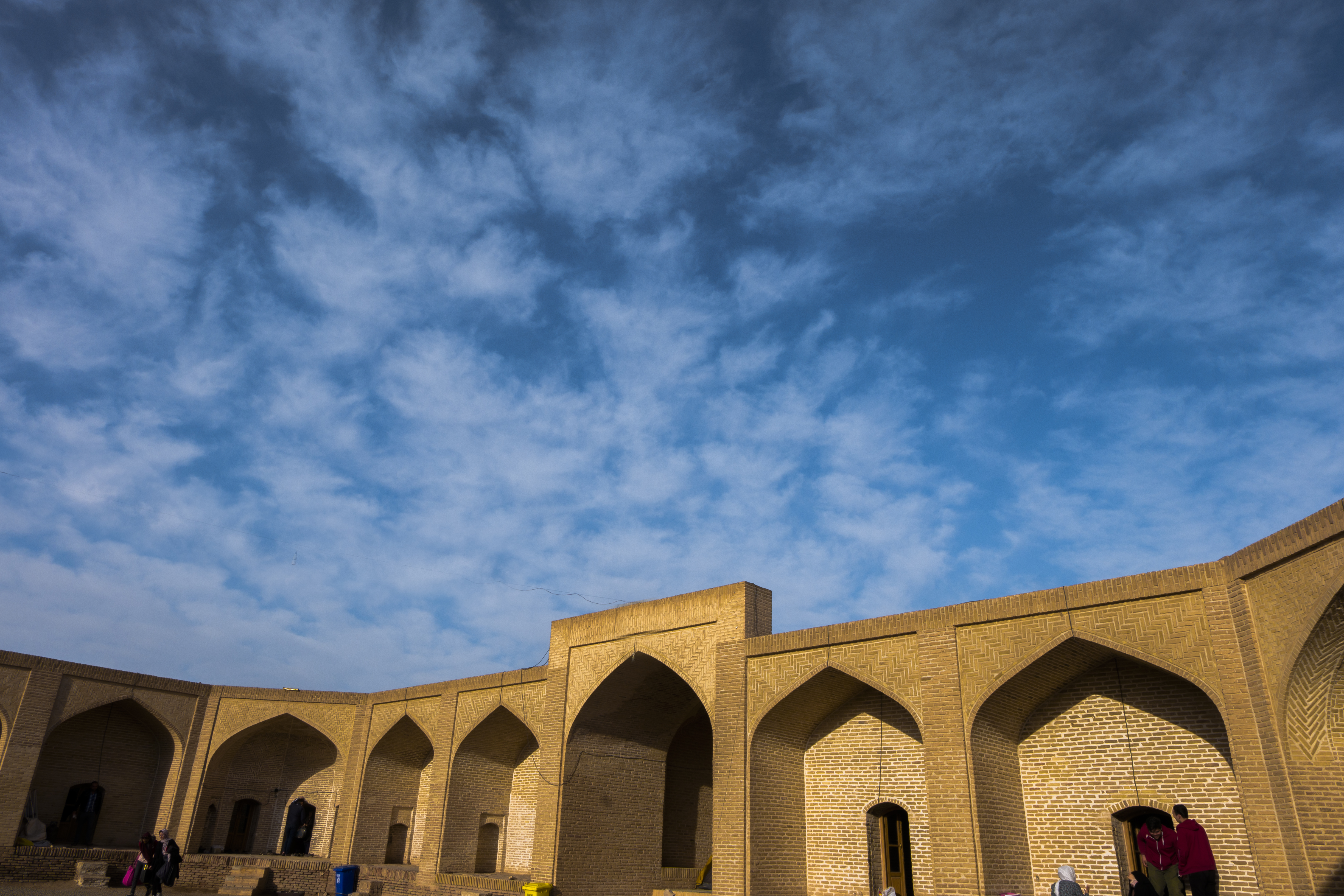
Маранджабський караван-сарай
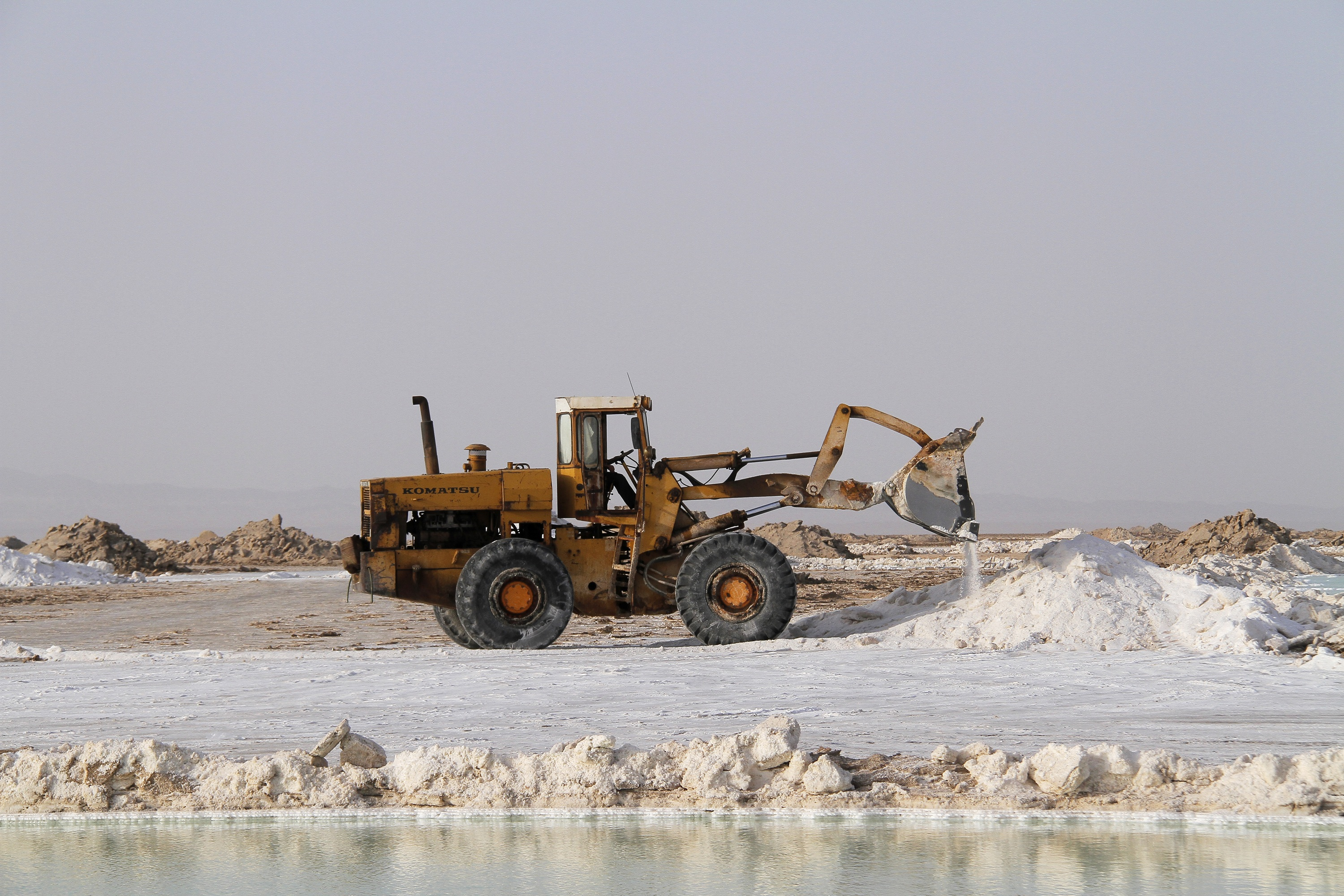
Видобування солі в озері
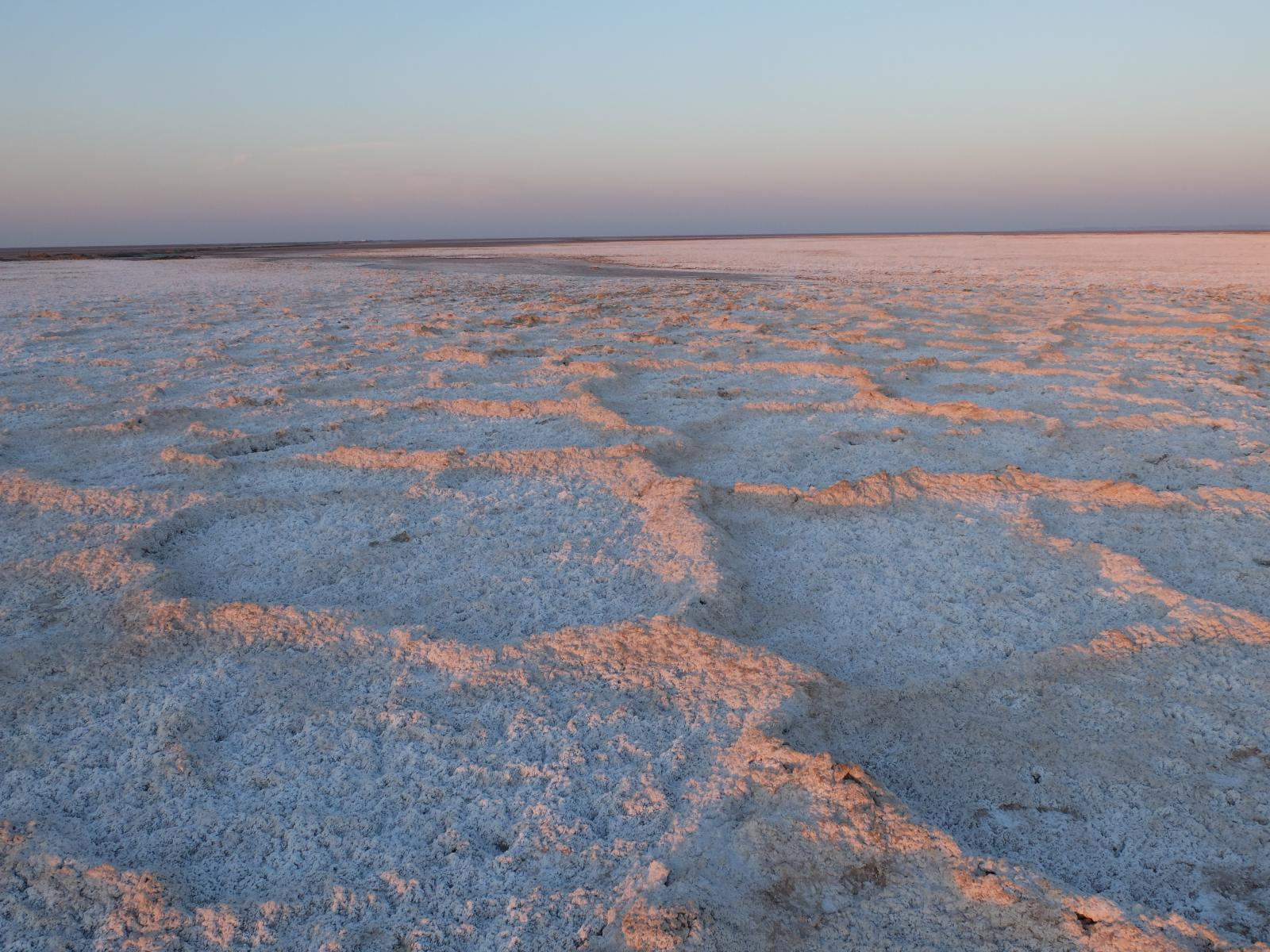
Солона пустеля на місці залишків озера
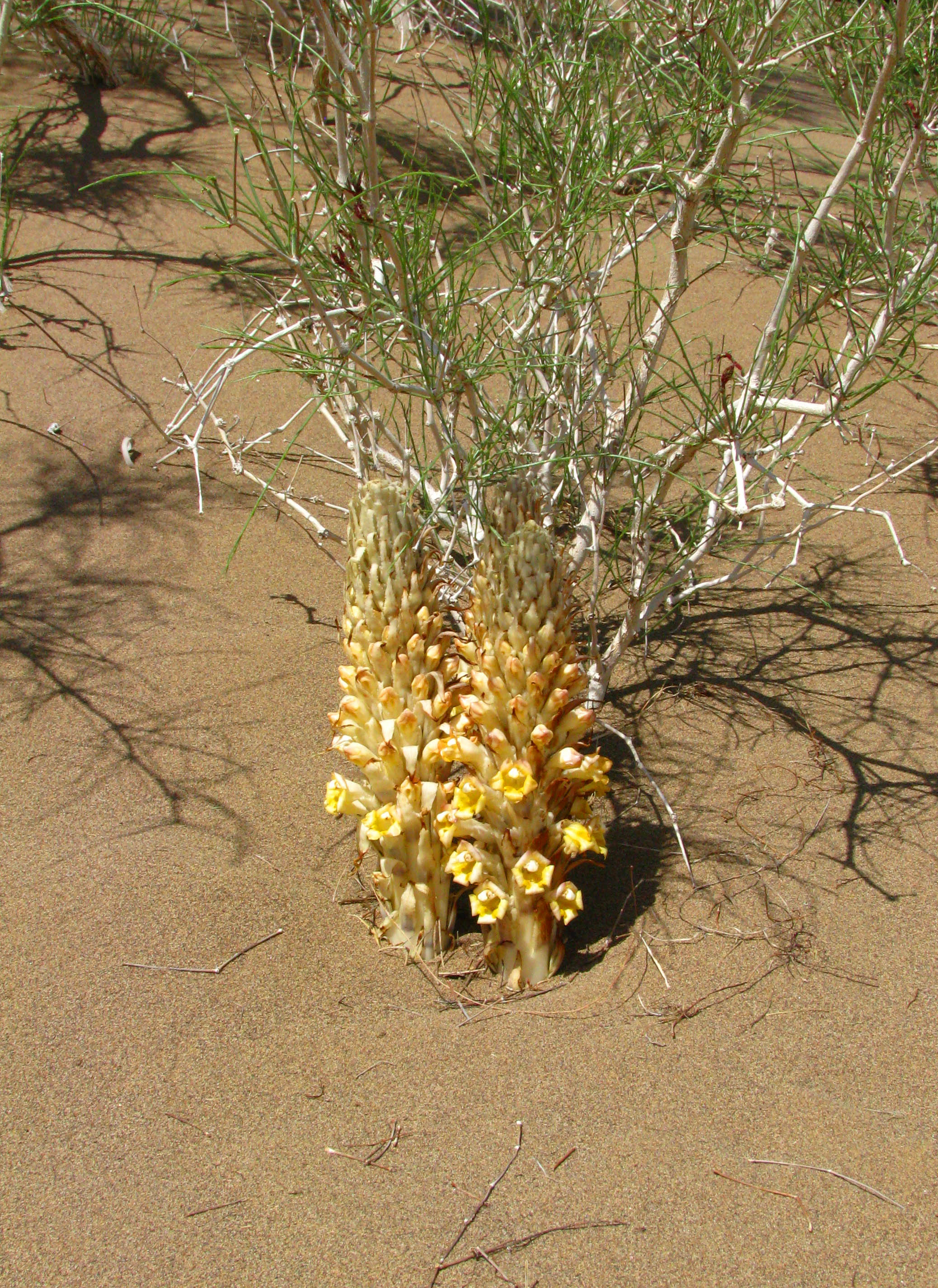
Cistanche tubulosa